# Еврейское обозрение
Еврейское обозрение — русско-еврейский научно-литературный ежемесячный журнал конца XIX века.
Журнал «Еврейское обозрение» выходил в столице Российской империи городе Санкт-Петербурге в 1884 году под редакцией известного в то время еврейского публициста Льва Осиповича Кантора. Всего увидело свет семь книг.
В статье российского библиографа книговеда Н. М. Лисовского, опубликованной в 1889 году в  XXVII томе «Энциклопедического словаря Брокгауза и Ефрона», говорится, что «Еврейское обозрение» служило приложением к периодическому печатному изданию «Русский еврей», однако более ранняя одноимённая статья в «ЭСБЕ» и более поздняя статья в «Еврейской энциклопедии Брокгауза и Ефрона» описывают «Еврейское обозрение» как самостоятельное издание; сложно судить что из этого ближе к истине, доподлинно известно лишь то, что редактором обоих изданий был один человек — Л. О. Кантор.
Среди российских журналистов размещавших в «Еврейском обозрении» свои статьи были Л. О. Леванда, А. Я. Гаркави, Л. И. Каценельсон, М. Г. Моргулис, С. Г. Фруг, Э. К. Ватсон.
В виде приложения к «Еврейскому обозрению» печатался перевод VI тома «Истории» Генриха Греца.
Более четверти века спустя в Санкт-Петербурге стал издаваться еженедельный русско-еврейский журнал «Еврейское обозрение», который послужил продолжением журнала «Еврейский мир», который в мае 1910 года был закрыт администрацией; ничего кроме названия эти два издания не объединяло.